# Морской договор
«Морской договор» (англ. The Adventure of the Naval Treaty) — один из рассказов английского писателя Артура Конан Дойля о знаменитом сыщике Шерлоке Холмсе. Входит в сборник рассказов «Воспоминания Шерлока Холмса» (др. название — «Записки о Шерлоке Холмсе»), опубликованный в 1894 году.

## Сюжет
В июле 1889 года к Ватсону обращается его одноклассник, Перси Фелпс, с просьбой оказать срочную помощь. Ватсон вместе с Холмсом выезжают в гости к Фелпсу, где знакомятся с ним, с его невестой Энни Гаррисон и её братом Джозефом. Фелпс, после случившегося с ним происшествия, переболел нервной горячкой, ещё очень слаб и вынужден соблюдать постельный режим, постоянно находясь в комнате своего будущего шурина Джозефа.
Два месяца назад Фелпс, работая в министерстве иностранных дел, получает от своего дяди-министра важное задание: снять копию секретного договора между Италией и Великобританией. Проработав до глубокой ночи, Фелпс решает выпить кофе, но дежурный швейцар не идет на его вызов. Когда же Фелпс приходит в комнату швейцара, то застает его спящим. Внезапно кто-то начинает звонить из комнаты, где работал Фелпс. Фелпс и швейцар бросаются в эту комнату, но неизвестный уже успел сбежать через другой выход с похищенным документом. Усилия полиции в поисках пропавшего договора тщетны. Холмс начинает расследование. Фелпс сообщает, что ночью кто-то пытался проникнуть в спальню, где он находился. Холмс предлагает уехать Фелпсу с ним и Ватсоном в Лондон, но сам неожиданно возвращается, в последний момент сойдя с поезда.
На следующее утро Холмс приезжает на Бейкер-стрит с забинтованной рукой и предлагает позавтракать. Когда Фелпс открывает свою тарелку, то видит лежащий на ней пропавший договор, который туда незаметно подложил Холмс, желая слегка разыграть Фелпса. Оказывается, документ похитил шурин Фелпса Джозеф. Придя в министерство и не обнаружив в комнате Фелпса, он позвонил, но, заметив договор, украл его и скрылся, желая впоследствии продать его иностранному посольству. Джозеф спрятал документ в своей комнате, в тайнике, но, так как туда неожиданно вселили заболевшего Фелпса, Джозеф никак не мог забрать драгоценную бумагу. Именно поэтому, едва узнав о том, что Фелпс уехал в Лондон и комната опустела, Джозеф немедленно туда проникает, но попадает в засаду, устроенную Холмсом. В потасовке Холмс повреждает руку, но овладевает похищенным документом.

## Переводы на русский язык
В 1901 году рассказ был переведён на русский язык М. Волошиновым, в 1902 -  Г. Чарским.  В настоящее время эти переводы представляет скорее исторический интерес.
В 1966 г. опубликован перевод Д. Жукова. Переиздан в 1983 году. В двадцать первом веке  в сборники рассказов о Шерлоке Холмсе как правило включают именно этот перевод.

## Интересные факты
Из всех произведений о Шерлоке Холмсе только в этом рассказе упоминается национальность миссис Хадсон — она шотландка.